# Куприн, Александр Васильевич
Алекса́ндр Васи́льевич Купри́н (10 [22] марта 1880, Борисоглебск, Воронежская губерния — 18 марта 1960, Москва) — русский и советский живописец-пейзажист, заслуженный деятель искусств РСФСР (1956), член-корреспондент Академии художеств СССР (1954).

## Биография
Александр Куприн родился в семье преподавателя уездного училища небольшого городка в Воронежской губернии. С 1893 года семья жила в Воронеже; до смерти отца в 1896 году он учился в воронежской гимназии. Материальная нужда заставила поступить его конторщиком в управление Юго-Восточной железной дороги. В это время интерес к искусству привёл его в вечерние классы воронежской бесплатной школы живописи и рисования при Обществе любителей художеств. Решив стать художником, он в 1902 году отправился на учёбу в Санкт-Петербург.
До 1904 года учился в школе Л. Е. Дмитриева-Кавказского; затем переехал в Москву и два года посещал студию К. Ф. Юона и И. О. Дудина. В 1906 году поступил в Московское училище живописи, ваяния и зодчества — сначала в фигурный класс; с 1 января 1907 года его перевели в натурный класс, где преподавал К. А. Коровин. Однако через месяц, заболев туберкулезом, был вынужден по настоянию врачей уехать в Крым. В 1908 году врачи разрешили ему возвратиться в Москву, и Куприн возобновил свои занятия в училище; занимался в мастерских А. Е. Архипова, Л. О. Пастернака.
В 1909 году А. В. Куприн впервые участвовал в салоне «Золотого руна», где было собрано всё созданное в те годы под воздействием новейших течений французского искусства. В 1910 году он был вынужден уйти из училища и стал одним из деятельных членов объединения «Бубновый валет». С этого времени он почти 14 лет писал главным образом натюрморты в кубистическом стиле.

Могила на Новодевичьем кладбище

В 1913—1914 годах посетил Италию и Францию.
В 1918 году он стал преподавателем во ВХУТЕМАСе и в 1920 году уехал в командировку в Нижний Новгород, где руководил нижегородскими и сормовскими художественными мастерскими.
В 1924 году, возвратившись в Москву, он обратился к реалистическому пейзажу. С 1925 года — член художественного объединения «Московские живописцы». В 1926—1930 годах ежегодно ездил в Бахчисарай, где были написаны замечательные крымские пейзажи: «Бахчисарай. Сумерки», «Бахчисарай. Вечер. Чурук-Су», «Бахчисарай. Заброшенная мечеть».
В 1928 году А. В. Куприн начал преподавать рисунок и живопись в Московском текстильном институте; в июне 1929 года он был утверждён в учёном звании профессора по кафедре живописи.Там же знакомится с не менее известным художником тех времен Шевченко Александр Васильевич и Фальк Роберт Рафаилович. Воспитывает новые поколения художников, таких как Лапин Евгений Владимирович,Екатерина Робертовна Классон и другие.
Нельзя не заметить что Александр Васильевич был феноменальным учителем.
В 1930 году стал активно работать над индустриальным пейзажем, изображая заводы в Днепропетровске, Москве; нефтяные промыслы в Баку. Перед войной он обратился к мотивам русской природы, а после войны вновь к крымским пейзажам. В последние годы жизни в его творчестве опять возникла индустриальная тема.
К началу 1940-х годов обращается к пейзажам и лесным массивам, пишутся самые большие полотна, продолжая написание уголков Крыма мы можем заметить новое ответвление в творчестве художника.
В 1954 году Куприн был избран членом-корреспондентом Академии художеств СССР, а 13 сентября 1956 года утверждён в звании заслуженного деятеля искусств РСФСР.
В 1957 году в Москве состоялась персональная выставка А. В. Куприна и скульптора Г. И. Мотовилова.
Похоронен на Новодевичьем кладбище в Москве.

## Работы художника

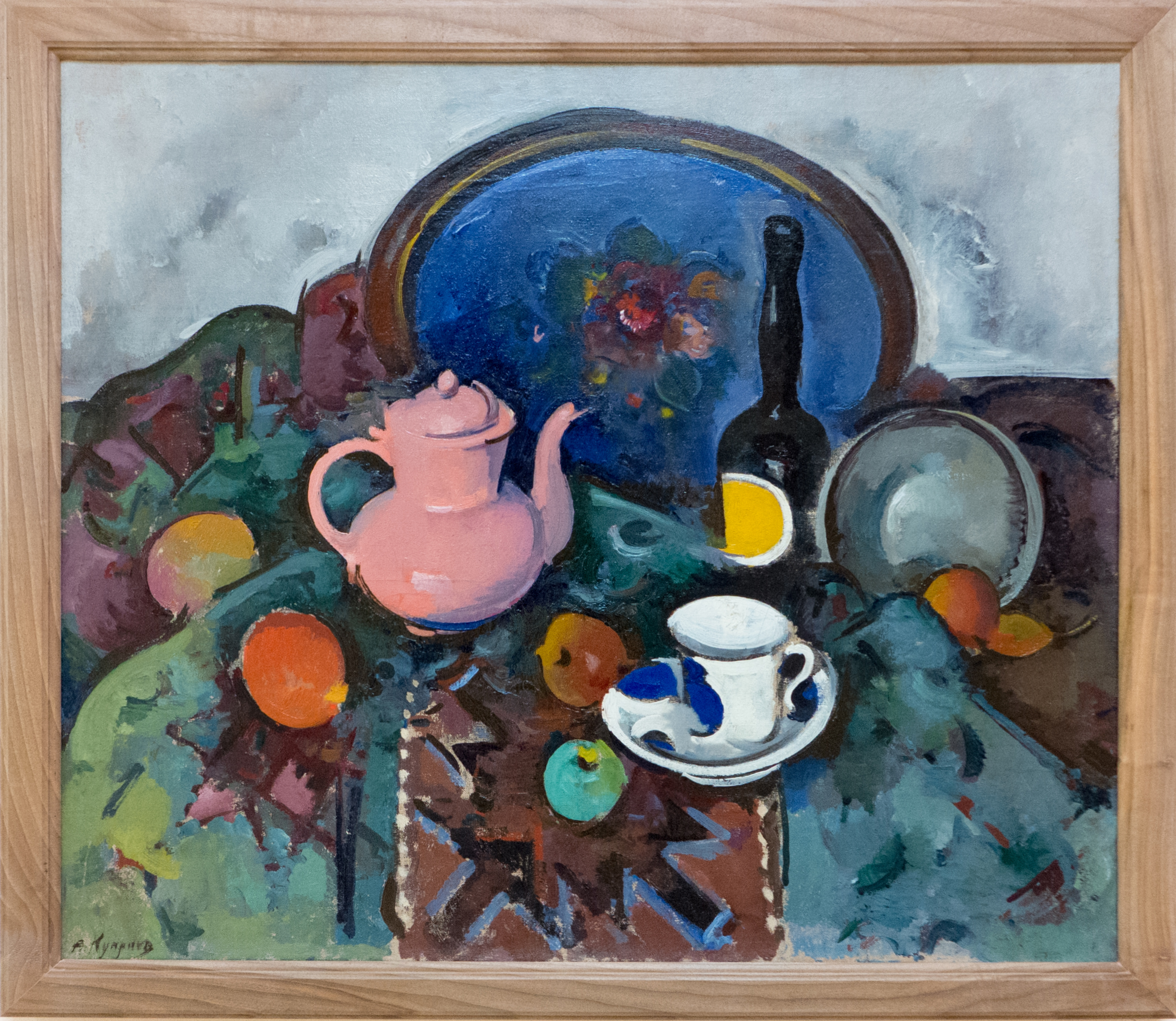
Натюрморт с розовым чайником, 1921

- Терраса. 1910. 89,3 х 107,6. (Нижегородский художественный музей)
- Натюрморт с глиняным кувшином. 1917. 80 x 89.
- Натюрморт с оплетенной бутылью. 1930-е. Холст, масло. 68х73. (Сочинский художественный музей)
- Натюрморт со статуэткой Б. Д. Королёва. 1919. 117 х 12,3.
- Натюрморт. Искусственные цветы на черном фоне. 1922. 121 х 139,5.
- Дубровицы. Яблоня. 1924. 68 x 85.
- Осенний букет. 1925. 94 х 79. (Третьяковская галерея)
- Бахчисарай. Скалы. Этюд. 1926. 57 x 75.
- Бахчисарай. Скалы. 1936. Холст, масло 78х138 (Сочинский художественный музей)
- Бахчисарай. Полдень. На реке Чурук-Су. 1927. 89 x 67.
- Тополя. 1927. 89 x 125. (Третьяковская галерея)
- Москва. Кремль. 1929.
- Бахчисарай. Чурук-Су. Вечер. 1930. 102 x 140. (Третьяковская галерея)
- Металлургический завод им. Петровского. Доменный цех. 1930. 86 x 118.
- Мартеновский цех завода «Серп и молот». 1931. 100 x 125.
- Баку. Ханский дворец. 1931. 85 х 105.
- Баку. Нефтяные промыслы. Биби-Эйбат. 1931. 106 х 161. (Русский музей)
- Ветряная мельница. Бобров. 1934. 71 x 102,5.
- Бахчисарай. Древний мавзолей. Полдень. 1935. 79 x 105.
- Пейзаж с луной и тополями в окрестностях Бахчисарая. 1936. 81 x 125.
- Беасальская долина. 1937. (Третьяковская галерея)
- Домик на Остоженке. 1939.
- Пейзаж с луной. 1944. 69 х 98. (Третьяковская галерея)
- Крымский пейзаж. 1945. 80 х 132.
- Крым. 1935. Холст, масло 80х138 (Сочинский художественный музей)
- Замерзающее болото. 1947. 80 x 140. (Русский музей)
- Дорога в Беасалы. 1947. 100 x 180.
- Гурзуф. Старый фонтан. 1949.
- Феодосия. Вечер в Карантинной бухте. 1956. Вариант. 70 х 120.
- Въезд в Бахчисарай с восточной стороны. Утро. 1950 70 х 100.
- Косогорский металлургический завод. 1959. 80 х 124.
- Раннее утро над Бахчисараем. 1954. 80 х 135.